# Veselá (district de Semily)
Pour les articles homonymes, voir Veselá.
Veselá (en allemand : Wessela) est une commune du district de Semily, dans la région de Liberec, en République tchèque. Sa population s'élevait à 240 habitants en 2021.

## Géographie
Veselá se trouve à 7 km au sud-sud-ouest de Semily, à 31 km au sud-est de Liberec et à 82 km au nord-est de Prague.
La commune est limitée par Tatobity au nord, par Stružinec et Lomnice nad Popelkou à l'est, par Holenice au sud et par Rovensko pod Troskami et Žernov à l'ouest.

## Histoire
La première mention écrite de la localité date de 1654.

## Administration
La commune se compose de cinq quartiers :
- Veselá ;
- Bítouchov ;
- Kotelsko ;
- Vranovsko ;
- Žďár.

## Transports
Par la route, Veselá se trouve à 10 km de Semily, à 16 km de Jičín, à 41 km de Liberec et à 106 km de Prague.